# 耶律奚底
耶律奚底（?—?），辽朝北院大王，辽太祖之孙，耶律牙里果之子。
保宁三年（971年）正月，右夷离毕耶律奚底派人献敌烈俘，诏赐有功将士。乾亨元年（979年）三月，诏北院大王奚底、乙室王撒合等率兵戍燕。宋太宗以灭北汉之胜，进军燕云。六月，北院大王奚底、统军使萧讨古、乙室王撒合抵御北宋。战于沙河，失利。辽景宗诏谕耶律沙及奚底、讨古等军中事宜。高梁河之战，辽国大败宋军。八月丙寅，以奚底遇敌而退，辽景宗用剑背击打他。